# Flávio Minuano
Flávio Minuano, właśc. Flávio Almeida da Fonseca lub Flávio (ur. 9 lipca 1944 w Porto Alegre) – piłkarz brazylijski, występujący na pozycji napastnika.

## Kariera klubowa
Karierę piłkarską Flávio Minuano rozpoczął w SC Internacional w 1961 roku. Z Internacionalem zdobył mistrzostwo stanu Rio Grande do Sul – Campeonato Gaúcho w 1961 roku. W latach 1964–1969 występował w Corinthians Paulista, z którym wygrał Torneio Rio-São Paulo w 1966 oraz był królem strzelców ligi stanowej São Paulo w 1967 roku. W latach 1969–1971 występował w Fluminense FC. Z Fluminense wygrał Torneio Roberto Gomes Pedrosa oraz dwukrotnie mistrzostwa stanu Rio de Janeiro – Campeonato Carioca w 1969 i 1971 roku. Był również królem strzelców ligi stanowej Rio de Janeiro w 1969 i 1970 roku.
W 1972 wyjechał do Europy do FC Porto. Po powrocie do Brazylii w 1975 roku został zawodnikiem SC Internacional. W Internacionalu 20 sierpnia 1975 w wygranym 3-1 meczu z Figueirense Flávio Minuano zadebiutował w lidze brazylijskiej. Był to udany debiut, gdyż Flavio zdobył dwie bramki. Z Internacionalem zdobył mistrzostwo Brazylii 1975 oraz dwukrotnie mistrzostwo stanu Rio Grande do Sul – Campeonato Gaúcho w 1975 i 1976 roku. Indywidualnie Flavio został królem strzelców ligi brazylijskiej w 1975 roku. W latach 1976–1977 występował w Esporte Clube Pelotas, w którego barwach został królem strzelców ligi stanowej Rio Grande do Sul w 1977 roku.
Po odejściu z Pelotas w 1977 roku Flávio Minuano występował w Santosie FC, Figueirense, Brasílii FC i Paysandu Belem. W barwach Brasílii 28 października 1979 w przegranym 1-4 meczu derbowym Gamą Flávio Minuano wystąpił po raz ostatni w lidze brazylijskiej. Ogółem w lidze brazylijskiej rozegrał 31 meczów i strzelił 18 bramek. Karierę zakończył w boliwijskim Club Jorge Wilstermann w 1981 roku.

## Kariera reprezentacyjna
W reprezentacji Brazylii Flávio Minuano zadebiutował 3 marca 1963 w zremisowanym 2-2 towarzyskim meczu z reprezentacją Paragwaju. Był to udany debiut, gdyż Flavio w 41 min. strzelił bramkę. W tym samym roku uczestniczył w Copa América 1963, na której Brazylia zajęła czwarte miejsce. Flávio Minuano na turnieju wystąpił we wszystkich sześciu meczach z Peru (bramka), Kolumbią (2 bramki), Paragwajem, Argentyną, Ekwadorem i Boliwią (bramka). Z pięcioma bramkami Flavio został wicekrólem strzelców turnieju. Ostatni raz w reprezentacji Flavio wystąpił 28 lipca 1968 w przegranym 0-1 meczu z reprezentacją Paragwaju, którego stawką było Copa Oswaldo Cruz 1968. Ogółem w reprezentacji wystąpił 17 razy i strzelił 9 bramek.